# Lophyrus
Lophyrus är ett stekelsläkte tillhörande familjen sågsteklar (Tenthredinidae).
Antennerna har mellan 17 och 23 leder. På hannarna är dessa dubbelkammade, på honorna sågade. De med 11 fotpar försedda larverna lever på barrträd, i synnerhet tall, vars barr de förstör. När de uppträder i stora mängder är de svåra skadedjur. I Sverige finns ett tiotal arter.